# Fußballer des Jahres (Thailand)
Der Titel Fußballer des Jahres wird in Thailand an den besten Spieler der Thai League vergeben.
| Jahr    | Nation    | Fußballer des Jahres             | Verein                              |
| ------- | --------- | -------------------------------- | ----------------------------------- |
| 1999    | Thailand  | Niweat Siriwong                  | Sinthana FC                         |
| 2000    | Thailand  | Anurak Srikerd                   | BEC Tero Sasana FC                  |
| 2001/02 | Thailand  | Apichart Thaweechalermdit        | FC Bangkok Bank                     |
| 2002/03 | Thailand  | Khampee Pintapol                 | FC Bangkok Bank                     |
| 2003/04 | Thailand  | Pichitphong Choeichiu            | Krung Thai Bank FC                  |
| 2004/05 | Brasilien | José Carlos da Silva             | Thailand Tobacco Monopoly FC        |
| 2006    | Thailand  | Punnarat Klinsukon               | Bangkok University FC               |
| 2007    | Thailand  | Pipob On-Mo                      | Chonburi FC                         |
| 2008    | Thailand  | Narongchai Vachiraban            | Provincial Electricity Authority FC |
| 2009    | Thailand  | Pipat Thonkanya Jetsada Jitsawad | Port FC Muangthong United           |
| 2010    | Thailand  | Datsakorn Thonglao               | Muangthong United                   |
| 2011    | Thailand  | Sinthaweechai Hathairattanakool  | Chonburi FC                         |
| 2012    | Thailand  | Teerasil Dangda                  | Muangthong United                   |
| 2013    | Thailand  | Theerathon Bunmathan             | Buriram United                      |
| 2014    | Thailand  | Suchao Nuchnum                   | Buriram United                      |
| 2015    | Brasilien | Diogo                            | Buriram United                      |
| 2016    | Thailand  | Chanathip Songkrasin             | Muangthong United                   |
| 2017    | Thailand  | Jakkaphan Kaewprom               | Buriram United                      |
| 2018    | Brasilien | Diogo                            | Buriram United                      |
| 2018    | Thailand  | Chanathip Songkrasin             | Hokkaido Consadole Sapporo          |
| 2019    | Thailand  | Phitiwat Sukjitthammakul         | Chiangrai United                    |
| 2020/21 | Thailand  | Sumanya Purisai                  | BG Pathum United FC                 |
| 2021/22 | Thailand  | Theerathon Bunmathan             | Buriram United                      |
| 2022/23 | Thailand  | Supachai Chaided                 | Buriram United                      |
| 2023/24 | Thailand  | Supachai Chaided                 | Buriram United                      |
| 2024    | Thailand  | Supachok Sarachat                | Hokkaido Consadole Sapporo          |